# Пино, Альваро
Альваро Пино (исп. Álvaro Pino Couñago; род. 17 августа 1956, Пуэнтеареас) — профессиональный велогонщик из Испании, выступавший в период с 1981 по 1991 годы. В 1986 году стал победителем Вуэльты, опередив фаворитов гонки, британца Роберта Миллара и ирландца Шона Келли.